# Dendrocopos syriacus
Il picchio di Siria (Dendrocopos syriacus (Hemprich ed Ehrenberg, 1833)) è un uccello piciforme della famiglia dei Picidi.

## Descrizione

### Dimensioni
Misura 29-30 cm di lunghezza per un peso che varia tra i 55-63 g degli esemplari dell'Iran e i 70-82 g di quelli dell'Europa centrale.

### Aspetto
Questo picchio di piccole dimensioni possiede un becco lungo, piuttosto rettilineo, con una punta a forma di forbice. Il suo piumaggio pezzato è molto caratteristico. Le parti superiori sono nere, con le ali barrate di bianco. Una grossa macchia bianca orna le copritrici interne. Le parti inferiori, interamente bianche, presentano talvolta alcune piccole barre o strisce scure sui fianchi. Le copritrici sotto-caudali sono rosso-rosastre e contrastano leggermente con il resto delle parti inferiori. La faccia è decorata con un lungo mustacchio nero che scende fino ai lati del petto ma non raggiunge mai la parte posteriore della testa, che così sembra prevalentemente bianca. Sulla nuca del maschio vi è una grossa macchia rosso scarlatta. I giovani presentano un cappuccio rosso bordato di nero.
Il picchio di Siria può essere confuso abbastanza facilmente con il picchio rosso maggiore (Dendrocopos major). Quest'ultimo, tuttavia, possiede meno bianco sul retro della testa. La sua zona anale, inoltre, è più rossa e meno rosastra. Nell'estremità sud-orientale dell'areale, il picchio di Siria coabita con il picchio del Sind, anch'esso molto simile per via del piumaggio pezzato. Tuttavia quest'ultimo si distingue per la calotta interamente rossa, il mustacchio più corto ed una maggiore quantità di bianco sulle rettrici esterne.

### Voce
Il grido abituale è più dolce di quello del picchio rosso maggiore. È un semplice yiip, spesso paragonabile al richiamo di allarme della pettegola. In caso di grande agitazione, può essere ripetuto in serie veloci ed essere mescolato anche con un tchrrr. Talvolta si può udire anche un tchré-tchré-tchré molto simile a quello del picchio rosso maggiore. Il suo tambureggiare differisce da quello del suo cugino stretto per il fatto di essere più lungo e descrescente verso la fine. I piccoli del picchio di Siria sono più silenziosi.

## Biologia
Il picchio di Siria è un uccello ben evidente. Può essere facilmente localizzato grazie ai suoi richiami o mentre percorre lunghe distanze negli spazi aperti che costituiscono il suo habitat. Tuttavia, la bassa densità di esemplari nidificanti per chilometro quadrato fa sì che spesso sia molto difficile da individuare. Vive solitario o in coppie che intrattengono relazioni a distanza prima e durante la nidificazione. Va in cerca di cibo attraverso tutti gli strati della vegetazione, dal terreno fino alla sommità degli alberi, ma più della metà delle ricerche vengono effettuate tra gli strati inferiori. Le abitudini variano molto a seconda delle stagioni: in inverno ricerca il cibo principalmente sulla cima degli alberi, mentre in estate diviene più opportunista ed esamina tutto l'ambiente circostante. Rispetto al picchio rosso maggiore dà meno colpi con il becco e il suo martellare non è così frequente. Durante il periodo estivo, la ricerca del cibo e le operazioni di spigolatura costituiscono quasi il 50% delle attività alimentari. L'inseguimento degli insetti in aria rappresenta invece circa il 20% del totale. Talvolta utilizza apposite «incudini» per frantumare grossi insetti (coleotteri), frutti e noci. Il picchio di Siria si nutre anche di linfa. Non esita a percorrere lunghe distanze tra i siti di foraggiamento e il nido.
Le parate nuziali sono molto simili a quelle del picchio rosso maggiore. Solleva le piume del collo, spiega e agita le ali, apre il becco. In seguito fa assumere alle ali un movimento avanti e indietro laterale, mentre dirige il becco verso chi osserva in maniera aggressiva ed ostile. Il picchio di Siria sorveglia un vasto territorio che condivide spesso con esemplari di picchio rosso maggiore. Le due specie reagiscono l'una all'altra con serie di martellamenti e tambureggiamenti. Il principale competitore del picchio di Siria per le cavità in cui nidificare è lo storno (Sturnus vulgaris).

### Alimentazione
La dieta è costituita principalmente da sostanze di origine animale, ma il menu viene integrato anche con una parte abbastanza cospicua di materia vegetale. Coleotteri e loro larve, formiche, farfalle, loro larve e ninfe, e ragni costituiscono la parte più consistente della dieta. Per quanto concerne le sostanze vegetali, consuma, tra le altre, mandorle, noci, noci di pecan, nocciole, albicocche, ghiande, pinoli, semi di girasole, pistacchi e altri semi che trova nei dintorni. Occasionalmente, il picchio di Siria ingerisce anche bacche (ciliegie, more, lamponi) e frutti di agrumi come l'albero dei rosari (Melia azedarach) che vengono trasportati anche ai giovani pulcini nel nido.

### Riproduzione
La stagione della nidificazione si protrae da metà marzo (in Israele) o da metà aprile (in Ungheria) fino al mese di maggio, talvolta fino a giugno. I picchi di Siria nidificano in una grande varietà di alberi, ma utilizzano anche i pali telefonici o strutture dello stesso genere. Le cavità vengono generalmente scavate dal maschio nel tronco o in un grosso ramo, ad un'altezza dal suolo che varia tra un metro e mezzo e sei metri. Esse possono essere riutilizzate per più anni consecutivi. Ciascuna covata comprende tra 3 e 7 uova. La media è di 4 uova in Israele e di 5 in Ungheria.
Entrambi i genitori partecipano all'incubazione: il maschio cova soprattutto durante le ore notturne. Le uova si schiudono nel giro di 9-11 giorni. I genitori collaborano anche alla pulizia del nido e all'alimentazione dei giovani, ma la femmina investe leggermente meno tempo del compagno in tali operazioni. I giovani si levano in volo tra 20 e 25 giorni dopo la schiusa. Successivamente, rimangono all'interno del gruppo familiare per due settimane ancora.

## Distribuzione ed habitat

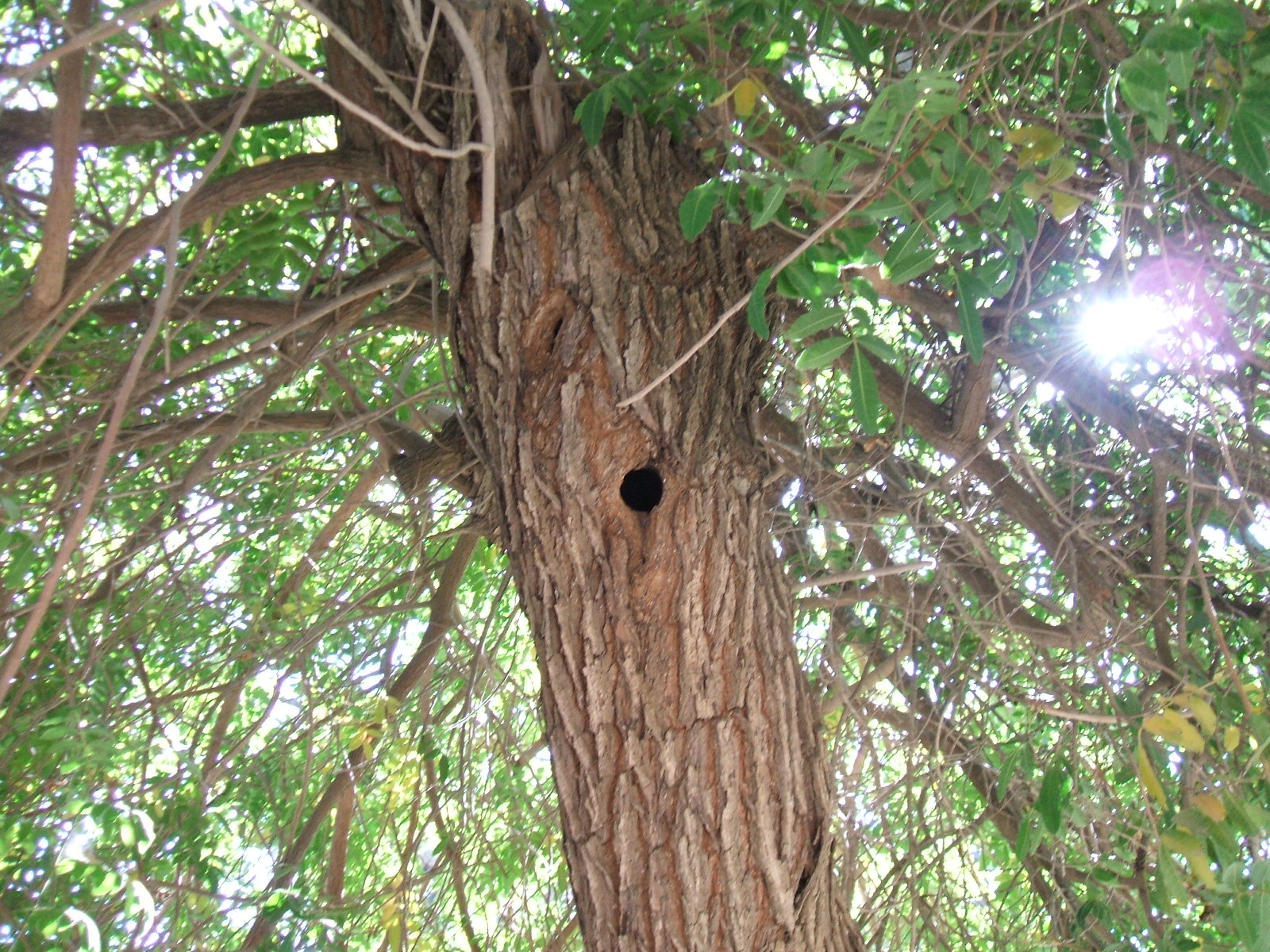
Nido di picchio di Siria.

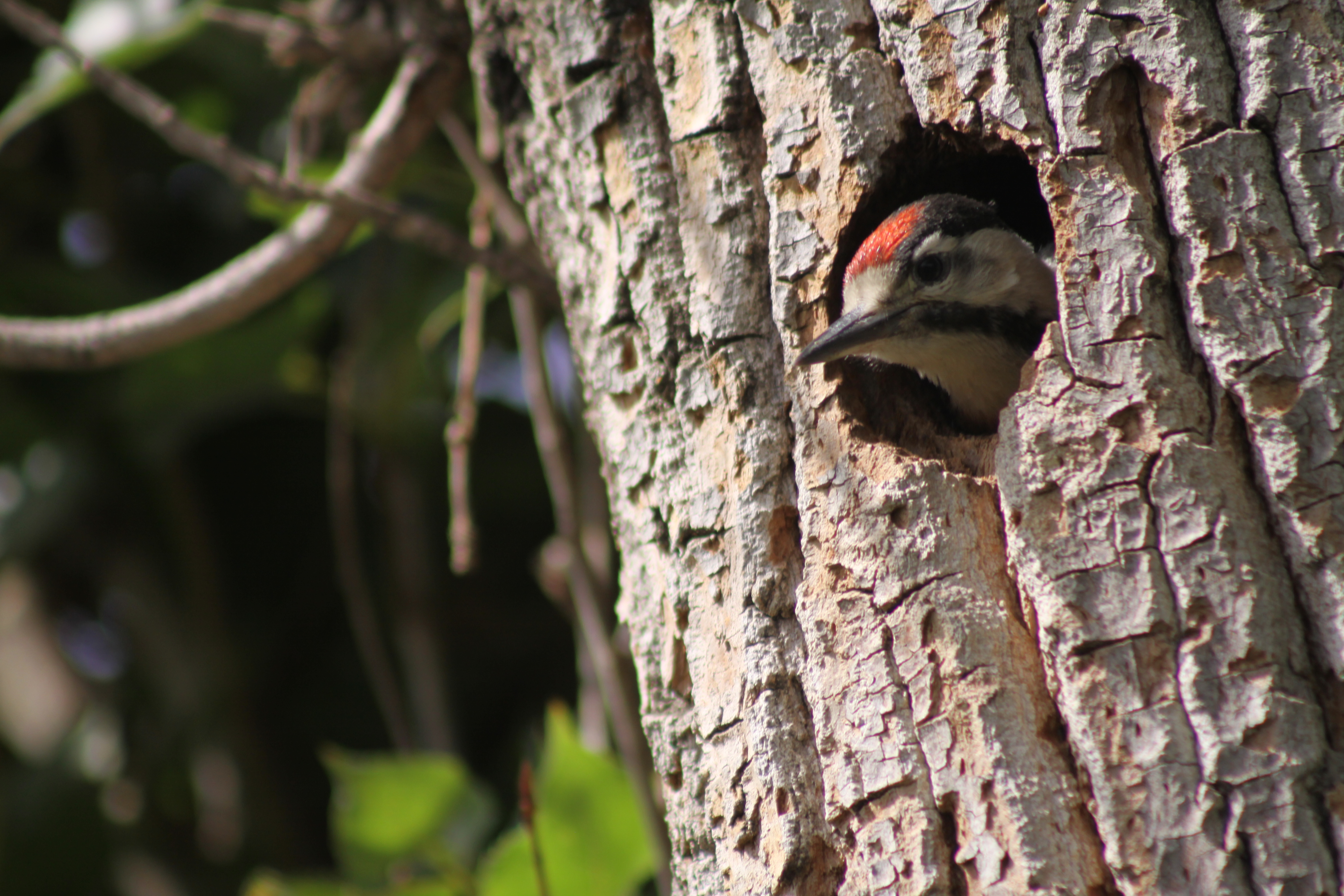
Un pulcino già ad un avanzato stadio di crescita fa capolino dal nido.

È un picchio tipico delle regioni aperte. Nell'Europa sud-orientale, frequenta boschi di querce e foreste rade di montagna. In Turchia, nidifica anche nelle foreste di conifere ad altitudini meno elevate. Si rinviene spesso in piantagioni di ogni sorta: uliveti e coltivazioni di pecan e avocado nel sud, e vigneti nel centro dell'Europa. In quest'ultima regione, si può anche incontrare sugli alberi ai bordi delle strade, in boschetti nei pressi delle abitazioni, ai margini delle foreste, nei parchi e nei giardini. In inverno, frequenta i canneti. Il suo habitat coincide spesso con quello del picchio rosso maggiore, soprattutto in inverno, quando quest'ultimo si avvicina alle abitazioni. Il picchio di Siria può spingersi fino a 2000 metri nelle regioni settentrionali e occidentali della Turchia e fino a 2700 metri in quelle meridionali dell'Iran.
Il picchio di Siria è endemico dell'Europa sud-orientale, del Vicino e del Medio Oriente. Il suo areale ricopre l'intera regione dei Balcani, ad eccezione del Peloponneso, l'Europa centrale (Austria, Ungheria, ex Cecoslovacchia) e si spinge in direzione est fino al sud della Polonia, all'estremo sud della Bielorussia e alle regioni occidentali e meridionali dell'Ucraina. Dall'altro lato del Bosforo, è presente in tutta l'Asia Minore, in Siria, in Israele e in Palestina, nonché in Transcaucasia fino al mar Caspio. Una popolazione isolata vive nelle regioni montuose occidentali e meridionali dell'Iran.

## Tassonomia
Data la grande superficie del suo areale e le notevoli differenze di dimensioni tra le popolazioni dell'Iran e dell'Europa centrale, ne vengono riconosciute tre sottospecie:
- P. s. syriacus (Hemprich ed Ehrenberg, 1833), la sottospecie più diffusa, presente dall'Europa sud-orientale fino alla Turchia e all'Iran sud-occidentale;

- P. s. transcaucasicus Buturlin, 1910, presente in Transcaucasia e nell'Iran settentrionale;

- P. a. milleri Zarudny, 1909, propria dell'Iran sud-orientale.

## Conservazione
A quanto pare, la specie non sembra essere minacciata. La sua immagine, tuttavia, non è buona, in quanto nelle regioni centrali e orientali d'Europa viene considerato una piaga per le colture.